# 織田信真
織田 信真（おだ のぶざね）は、江戸時代後期の旗本。慶応3年の武鑑での石高2000石。

## 生涯
天保13年（1842年）、高家旗本・織田長裕の子として江戸にて誕生した。幼名は豊満寿丸（とよますまる）、のち織之助と称する。
安政2年（1855年）3月26日、長裕の隠居により家督を相続する。家督相続後も高家職に就任することなく、俗にいう表高家衆として過ごす。なお、表高家内の席次は第1位であった。文久3年（1863年）1月7日、14代将軍・徳川家茂に御目見をする。
慶応4年（1868年）7月9日、新政府より本領安堵される。明治元年（1868年）10月14日、太政官より「旧旗下織田織之助本領安堵ノ儀」を、大津県へ下達される。明治5年（1872年）10月には江戸の薬種問屋杉浦六三郎（後の杉浦六右衛門）の肖像写真を撮影している。
明治9年（1876年）9月、新橋門前町から上野池之端に移り、横山松三郎の通天楼を改築し、写真館を開く。秩禄処分後は写真師として生計を立てていたようである。

## 系譜
- 父：織田長裕
- 母：不詳
  - 弟：武田鐡之丞 - 明治3年（1870年）に元高家・武田崇信の婿養子となるが、明治4年（1871年）に離縁している。

## 参考資料
- 熊井保; 大賀妙子 編『江戸幕臣人名事典』小西四郎監修、新人物往来社、1989年5月15日。
- 織田織之助本領安堵  (PDF) - 国立公文書館デジタルアーカイブ
- 『旧旗下ノ者本領安堵　織田織之助』国立公文書館蔵
- 『旧旗下織田織之助本領安堵ノ儀大津県へ達』国立公文書館蔵
- 『表高家織田織之助信真　明細短冊』国立公文書館蔵
- 『表高家織田織之助五節句月次御礼願糺之事覚』国立公文書館蔵